# Марково (Тихвінський район)
Марково (рос. Марково) — присілок у Тихвінському районі Ленінградської області Російської Федерації.
Населення становить 12 осіб. Належить до муніципального утворення Цвильовське сільське поселення.

## Історія
Населений пункт розташований на історичній Новгородській землі, знищеній Московським царством у 15 столітті.
Згідно із законом від 1 вересня 2004 року № 52-оз належить до муніципального утворення Цвильовське сільське поселення.

## Населення
| 1879 | 1910 | 1928 | 1958 | 1997 | 2002 | 2007 |
| ---- | ---- | ---- | ---- | ---- | ---- | ---- |
| 377  | ↗455 | ↘442 | ↘65  | ↘14  | ↗17  | ↘10  |
| 2010 |      |      |      |      |      |      |
| ↗12  |      |      |      |      |      |      |